# Amarillo (cançó)
"Amarillo" és un doble senzill amb "Revolving Doors" de la banda alternativa Gorillaz, publicat el 14 de març de 2011 en format digital dins l'àlbum The Fall.
La cançó fou enregistrada el 23 d'octubre de 2010 a la localitat d'Amarillo, Texas, i hi va col·laborar el músic Mick Jones de The Clash amb diferents instruments.

## Llista de cançons
1. "Revolving Doors" (feat. Mick Jones) − 3:27
2. "Amarillo" − 3:24